# 金雄 (1914年)
金雄（韓語：김웅，1914年—1956年），中国名王信虎。生于日治朝鮮庆尚北道，延安派之一。朝鲜战争开战時任第2軍军長。

## 生平
金雄1930年代初来到中国。1933年至1937年进入黄埔軍官学校学习，1937年，进入延安抗日军政大学学习并加入中国共产党，朝鮮義勇軍创建时任第1支隊長。后成为新四军第3师敌工科的干部，成为新四軍中地位最高的朝鮮人，1947年回国。
1946年12月任朝鮮幹部訓練副大隊長。1947年任保安隊联隊長。1948年任第1師师長。
1948年2月朝鲜人民军成立后他任总参谋部的少将战斗训练局长。1949年5月金雄和金光侠赴中国东北接收朝鲜族部队，率领由21000名朝鲜族组成的第164师和166师回国，分别整编为朝鲜人民军第5师和第6师。1950年6月任第2軍中將軍長，10月任前线总司令部参謀長。12月4日任中朝联合司令部副司令员。1951年1月底开始的第四次战役任中朝联军“金集团”（也称“金指”）司令员。1953年2月5日，崔庸健次帅接替金雄担任中朝联合司令部副司令员。金雄晋升为大将，出任民族保卫省副相。
1956年3—4月，金雄大将率人民军代表团访华，在回国后即从朝鲜政坛上消失。他被金日成扣上反革命分子的帽子，将朝战初期的失败、仁川登陆的失误、“伤心岭”和“血染岭”的失守皆归罪于他，其最后结局不明。后据朝鲜流亡者称，金雄于回国后遇刺，数日后伤重不治。西方资料称其为朝鲜最有才干的将领，也说他性格粗暴，部下都敬而远之。

## 脚注
1. ↑  朝鮮戦争/韓国編中巻では八路軍に所属した後、ソ連に渡りソ連軍少佐となったとしている。